# 두산 베어스의 한국시리즈 선수 명단
두산 베어스 역대 한국시리즈 선수 명단은 두산 베어스(전신 OB 베어스 포함)가 참가한 13번의 한국시리즈 선수 명단이다. 두산 베어스(전신 OB 베어스 포함)가 참가한 한국시리즈는 1982년, 1995년, 2000년, 2001년, 2005년, 2007년, 2008년, 2013년, 2015년, 2016년, 2017년, 2018년, 2019년

## 한국시리즈 선수 명단
| 년도 | 구분   | 선수단 | 상대팀        | 시리즈 전적               |
| 2017 | 감독   | 김태형 | KIA 타이거즈  | OXXXX 한국시리즈 준우승   |
| 2017 | 코치   | 공필성, 전형도, 강동우, 강인권, 이용호, 강석천, 한용덕, 최경환                                               | KIA 타이거즈  | OXXXX 한국시리즈 준우승   |
| 2017 | 투수   | 김승회, 보우덴, 김강률, 장원준, 유희관, 김성배, 니퍼트, 이용찬, 김명신, 이현승, 이영하, 함덕주, 박치국       | KIA 타이거즈  | OXXXX 한국시리즈 준우승   |
| 2017 | 포수   | 장승현, 박세혁, 양의지                                                                                       | KIA 타이거즈  | OXXXX 한국시리즈 준우승   |
| 2017 | 내야수 | 서예일, 류지혁, 허경민, 오재원, 오재일, 에반스, 김재호, 최주환                                               | KIA 타이거즈  | OXXXX 한국시리즈 준우승   |
| 2017 | 외야수 | 조수행, 국해성, 정진호, 김재환, 박건우, 민병헌                                                               | KIA 타이거즈  | OXXXX 한국시리즈 준우승   |
| 2016 | 감독   | 김태형 | NC 다이노스   | OOOO 한국시리즈 우승      |
| 2016 | 코치   | 한용덕, 권명철, 장원진, 전형도, 강동우, 강인권, 강석천, 박철우                                               | NC 다이노스   | OOOO 한국시리즈 우승      |
| 2016 | 투수   | 더스틴 니퍼트, 마이클 보우덴, 장원준, 유희관, 김성배, 함덕주, 김강률, 이현호, 윤명준, 홍상삼, 이용찬, 이현승 | NC 다이노스   | OOOO 한국시리즈 우승      |
| 2016 | 포수   | 양의지, 박세혁, 최재훈                                                                                       | NC 다이노스   | OOOO 한국시리즈 우승      |
| 2016 | 내야수 | 오재일, 오재원, 허경민, 김재호, 이원석, 최주환, 류지혁, 닉 에반스                                            | NC 다이노스   | OOOO 한국시리즈 우승      |
| 2016 | 외야수 | 민병헌, 김재환, 박건우, 정수빈, 국해성                                                                       | NC 다이노스   | OOOO 한국시리즈 우승      |
| 2015 | 감독   | 김태형 | 삼성 라이온즈 | XOOOO 한국시리즈 우승     |
| 2015 | 코치   | 유지훤, 한용덕, 권명철, 박철우, 강인권, 강석천, 전형도, 강동우                                               | 삼성 라이온즈 | XOOOO 한국시리즈 우승     |
| 2015 | 투수   | 남경호, 노경은, 니퍼트, 오현택, 유희관, 윤명준, 이현승, 이현호, 장원준, 진야곱, 함덕주, 허준혁               | 삼성 라이온즈 | XOOOO 한국시리즈 우승     |
| 2015 | 포수   | 양의지, 최재훈                                                                                               | 삼성 라이온즈 | XOOOO 한국시리즈 우승     |
| 2015 | 내야수 | 고영민, 김동한, 김재호, 로메로, 오재원, 오재일, 최주환, 허경민, 홍성흔                                       | 삼성 라이온즈 | XOOOO 한국시리즈 우승     |
| 2015 | 외야수 | 김현수, 민병헌, 박건우, 장민석, 정수빈                                                                       | 삼성 라이온즈 | XOOOO 한국시리즈 우승     |
| 2013 | 감독   | 김진욱 | 삼성 라이온즈 | OOXOXXX 한국시리즈 준우승 |
| 2013 | 코치   | 황병일, 정명원, 권명철, 송재박, 장원진, 김민재, 조원우, 강성우                                               | 삼성 라이온즈 | OOXOXXX 한국시리즈 준우승 |
| 2013 | 투수   | 김명성, 김선우, 노경은, 니퍼트, 변진수, 오현택, 유희관, 윤명준, 이재우, 정재훈, 핸킨스, 홍상삼               | 삼성 라이온즈 | OOXOXXX 한국시리즈 준우승 |
| 2013 | 포수   | 양의지, 최재훈                                                                                               | 삼성 라이온즈 | OOXOXXX 한국시리즈 준우승 |
| 2013 | 내야수 | 김재호, 손시헌, 오재원, 오재일, 이원석, 최준석, 허경민, 홍성흔                                               | 삼성 라이온즈 | OOXOXXX 한국시리즈 준우승 |
| 2013 | 외야수 | 김현수, 민병헌, 이종욱, 임재철, 정수빈                                                                       | 삼성 라이온즈 | OOXOXXX 한국시리즈 준우승 |
| 2008 | 감독   | 김경문 | SK 와이번스   | OXXXX 한국시리즈 준우승   |
| 2008 | 코치   | 김광수, 강인권, 김광림, 김민호, 김태형, 윤석환                                                               | SK 와이번스   | OXXXX 한국시리즈 준우승   |
| 2008 | 투수   | 금민철, 김상현, 김선우, 랜들, 박민석, 이승학, 이용찬, 이재우, 이혜천, 임태훈, 원용묵, 정재훈                 | SK 와이번스   | OXXXX 한국시리즈 준우승   |
| 2008 | 포수   | 채상병, 최승환, 홍성흔                                                                                       | SK 와이번스   | OXXXX 한국시리즈 준우승   |
| 2008 | 내야수 | 고영민, 김동주, 김재호, 오재원, 이대수, 이원석, 최준석                                                       | SK 와이번스   | OXXXX 한국시리즈 준우승   |
| 2008 | 외야수 | 김현수, 유재웅, 이종욱, 전상렬                                                                               | SK 와이번스   | OXXXX 한국시리즈 준우승   |
| 2007 | 감독   | 김경문 | SK 와이번스   | OOXXXX 한국시리즈 준우승  |
| 2007 | 코치   | 김광수, 김광림, 김민호, 김태형, 윤석환, 한영준                                                               | SK 와이번스   | OOXXXX 한국시리즈 준우승  |
| 2007 | 투수   | 금민철, 김명제, 김상현, 랜들, 리오스, 이경필, 이승학, 이혜천 임태훈, 정재훈                                  | SK 와이번스   | OOXXXX 한국시리즈 준우승  |
| 2007 | 포수   | 김진수, 채상병, 홍성흔                                                                                       | SK 와이번스   | OOXXXX 한국시리즈 준우승  |
| 2007 | 내야수 | 고영민, 김동주, 안경현, 오재원, 이대수, 정원석, 최준석                                                       | SK 와이번스   | OOXXXX 한국시리즈 준우승  |
| 2007 | 외야수 | 김현수, 민병헌, 유재웅, 이종욱, 장원진, 전상렬                                                               | SK 와이번스   | OOXXXX 한국시리즈 준우승  |
| 2005 | 감독   | 김경문 | 삼성 라이온즈 | XXXX 한국시리즈 준우승    |
| 2005 | 코치   | 김광수, 김민호, 김태형, 윤석환, 최훈재, 한영준                                                               | 삼성 라이온즈 | XXXX 한국시리즈 준우승    |
| 2005 | 투수   | 금민철, 김명제, 김성배, 랜들, 리오스, 박명환, 이재우, 이재영, 이혜천, 정재훈, 조현근                         | 삼성 라이온즈 | XXXX 한국시리즈 준우승    |
| 2005 | 포수   | 강인권, 홍성흔                                                                                               | 삼성 라이온즈 | XXXX 한국시리즈 준우승    |
| 2005 | 내야수 | 김동주, 나주환, 손시헌, 안경현, 정원석, 홍원기                                                               | 삼성 라이온즈 | XXXX 한국시리즈 준우승    |
| 2005 | 외야수 | 김창희, 문희성, 윤승균, 임재철, 장원진, 전상렬, 최경환                                                       | 삼성 라이온즈 | XXXX 한국시리즈 준우승    |
| 2001 | 감독   | 김인식 | 삼성 라이온즈 | XOOOXO 한국시리즈 우승    |
| 2001 | 코치   | 양승호, 김광수, 김경문, 김평호, 송재박, 최일언, 유지훤                                                       | 삼성 라이온즈 | XOOOXO 한국시리즈 우승    |
| 2001 | 투수   | 구자운, 박명환, 이경필, 이광우, 이혜천, 조계현, 진필중, 차명주, 최용호, 콜                                   | 삼성 라이온즈 | XOOOXO 한국시리즈 우승    |
| 2001 | 포수   | 이도형, 홍성흔, 이대현                                                                                       | 삼성 라이온즈 | XOOOXO 한국시리즈 우승    |
| 2001 | 내야수 | 김동주, 김호, 송원국, 안경현, 우즈, 정원석, 홍원기                                                           | 삼성 라이온즈 | XOOOXO 한국시리즈 우승    |
| 2001 | 외야수 | 강봉규, 심재학, 장원진, 전상렬, 정수근, 최훈재                                                               | 삼성 라이온즈 | XOOOXO 한국시리즈 우승    |
| 2000 | 감독   | 김인식 | 현대 유니콘스 | XXXOOOX 한국시리즈 준우승 |
| 2000 | 코치   | 양승호, 김광수, 김경문, 김평호, 송재박, 최일언, 유지훤                                                       | 현대 유니콘스 | XXXOOOX 한국시리즈 준우승 |
| 2000 | 투수   | 구자운, 박명환, 박보현, 이광우, 이혜천, 조계현, 진필중, 차명주, 최용호, 파머, 한태균, 장성진                 | 현대 유니콘스 | XXXOOOX 한국시리즈 준우승 |
| 2000 | 포수   | 이도형, 홍성흔                                                                                               | 현대 유니콘스 | XXXOOOX 한국시리즈 준우승 |
| 2000 | 내야수 | 강혁, 김동주, 김종석, 김민호, 안경현, 우즈, 이종민, 홍원기, 문희성                                           | 현대 유니콘스 | XXXOOOX 한국시리즈 준우승 |
| 2000 | 외야수 | 김실, 심정수 정수근, 장원진                                                                                  | 현대 유니콘스 | XXXOOOX 한국시리즈 준우승 |
| 1995 | 감독   | 김인식 | 롯데 자이언츠 | XOOXXOO 한국시리즈 우승   |
| 1995 | 코치   | 김광수, 김윤겸, 송재박, 유지훤, 최일언                                                                       | 롯데 자이언츠 | XOOXXOO 한국시리즈 우승   |
| 1995 | 투수   | 강길룡, 강병규, 권명철, 김경원, 김상진, 박철순, 이용호, 장호연, 진필중                                       | 롯데 자이언츠 | XOOXXOO 한국시리즈 우승   |
| 1995 | 포수   | 김태형, 이도형                                                                                               | 롯데 자이언츠 | XOOXXOO 한국시리즈 우승   |
| 1995 | 내야수 | 김민호, 김종석, 김형석, 안경현, 이명수, 임형석                                                               | 롯데 자이언츠 | XOOXXOO 한국시리즈 우승   |
| 1995 | 외야수 | 김상호, 심정수, 장원진, 정수근                                                                               | 롯데 자이언츠 | XOOXXOO 한국시리즈 우승   |
| 1982 | 감독   | 김인식 | 삼성 라이온즈 | △XOOOO 한국시리즈 우승    |
| 1982 | 코치   | 김성근, 이광환                                                                                               | 삼성 라이온즈 | △XOOOO 한국시리즈 우승    |
| 1982 | 투수   | 강철원, 계형철, 박상열, 박철순, 선우대영, 황태환                                                             | 삼성 라이온즈 | △XOOOO 한국시리즈 우승    |
| 1982 | 포수   | 김경문, 김진홍, 조범현                                                                                       | 삼성 라이온즈 | △XOOOO 한국시리즈 우승    |
| 1982 | 내야수 | 구천서, 김광수, 신경식, 양세종, 유지훤                                                                       | 삼성 라이온즈 | △XOOOO 한국시리즈 우승    |
| 1982 | 외야수 | 김우열, 김유동, 윤동균, 이근식, 이홍범, 정혁진                                                               | 삼성 라이온즈 | △XOOOO 한국시리즈 우승    |